# Tricentra grisescens
Tricentra grisescens là một loài bướm đêm trong họ Geometridae.